# 地方领导 (纳粹党)
地方领导（Stellenleiter）是1936至1939年间纳粹党設立的政治衔级。在纳粹党组织里，地方领导衔级高于同僚衔级，低于办公室领导衔级。1939年，纳粹党淘汰了地方领导职衔，推行一系列新的准军事政治职衔。